# آندریا ماستی
آندریا ماستی (انگلیسی: Andrea Masetti؛ زادهٔ ۲۰ مارس ۱۹۹۸) بازیکن فوتبال است.
از باشگاه‌هایی که در آن بازی کرده‌است می‌توان به باشگاه فوتبال اتلتیکو آرتزو اشاره کرد.